# Acer distylum
Acer distylum — вид клена північного острова Хонсю в Японії. Його найближчим родичем є Acer nipponicum, з яким він об’єднаний у секцію Acer Parviflora. Цей вид відомий своїми 10–15 см нелопатевими листками, подібних до яких немає в інших видів клена. Кора сірувата, у молодих екземплярів має рожевий відтінок. Acer distylum вперше був описаний Філіпом Францом фон Зібольдом і Йозефом Герхардом Цуккаріні в 1845 році, а пізніше привезений до Європи Чарльзом Марісом у 1879 році.

## Розповсюдження
Acer distylum є ендеміком Японії, росте на родючих ґрунтах у північній частині Хонсю, але навіть там зустрічається досить рідко.

## Середовище проживання й екологія
Acer distylum можна знайти в основному в лісах або садах.
Acer distylum — деревоподібний кущ за сприятливих умов до 10 м заввишки, в іншому випадку значно менший кущ, з жовто-сірими гілками, які досить густо розгалужені. Чарльз Маріс представив його в 1879 році до Великої Британії для розплідника Veitch, хоча Зібольд і Цуккаріні зробили опис у 1845 році. У Великій Британії досить рідкісний, але хороші зразки можна знайти в кількох садах і колекціях.

## Морфологія
Це листопадне дерево чи великий кущ, 5–10 м заввишки. Гілки жовто-сірі й досить густо розгалужені. Листки нероздільні, глибоко серцеподібні, по краях городчасті, яйцеподібні, нелопатеві, 10–15 см завдовжки і 5–8 см завширшки, сіро-зелені. Нижня сторона блідо-зелена, блискуча і гола, в молодості рожево-сіра. Колір осені жовтий.
Acer distylum має блідо-зелені суцвіття довжиною 7–10 см, цвіте в травні-червні, плоди 3–3.5 см. Квітки однодомні. Чашолистки квіток волосисті. Плоди народжуються на помітних прямостоячих кистях; горішки з округлими крилами довжиною близько 3 см.